# 香豆雌酚
香豆雌酚是一种有机化合物，化学式C15H8O5，属于香豆雌素类植物化學物，1957年在三叶草属（Trifolium）和苜蓿属（Medicago）植物中发现，能作为植物雌激素。